# The Hell of Steel: Best of Manowar
The Hell of Steel: Best of Manowar is een compilatiealbum van heavy-metalband Manowar, uitgegeven in 1994.

## Inhoud
1. Fighting the World (3:46)
2. Kings of Metal (3:43)
3. The Demon's Whip (7:44)
4. The Warrior's Prayer (4:20)
5. Defender (6:01)
6. The Crown and the Ring (4:46)
7. Blow Your Speakers (3:36)
8. Metal Warriors (3:59)
9. Black Wind, Fire and Steel (5:17)
10. Hail and Kill (5:54)
11. The Power of Thy Sword (7:49)
12. Herz Aus Stahl (5:10)
13. Kingdom Come (3:55)
14. Master of the Wind (5:27)

## Artiesten
- Eric Adams - vocalist
- Scott Columbus - drummer en slagwerk
- Ross the Boss - gitarist en klavier
- Joey DeMaio - bassist